# Watch My Lips
Watch My Lips è un DVD musicale della cantante pop britannica Sophie Ellis-Bextor, pubblicato nel 2003 dall'etichetta Universal immediatamente dopo il successo della cantante con l'album Read My Lips e singoli come Murder on the Dancefloor e Get Over You.
La regia è stata curata da Robin Bextor, padre della cantante.

## Tracce
Live Concert at Shepherds Bush Empire
1. Sparkle  – 4:38
2. Universe is You  – 3:59
3. Lover  – 4:16
4. A Pessimist Is Never Disappointed – 3:54
5. By Chance – 4:10
6. Final Move – 5:59
7. Is It Any Wonder  – 4:31
8. Groovejet (If This Ain't Love)  – 3:54
9. Everything Falls Into Place  – 3:53
10. Murder on the Dancefloor  – 5:12
11. Move This Mountain  – 6:54
12. Get Over You (Encore)  – 3:34
13. Take Me Home (Encore)  – 4:29

Video
1. Take Me Home – 4:05
2. Murder on the Dancefloor  – 3:55
3. Get Over You  – 3:34
4. Move This Mountain  – 5:45
5. Music Gets the Best of Me (Day Version)  – 3:29

TheAudience Promos:
1. I Got the Wherewithal  – 3:46
2. If You Can't Do It When You're Young; When Can You Do It?  – 3:49
3. "A Pessimist Is Never Disappointed – 3:44

Extra
- On Tour Diary
- Interview
- Credits